# قائمة معالم لبنان
قائمة معالم لبنان:
- بيت الدين
- جبيل
- بعلبك
- قلعة صيدا
- وسط بيروت
- حاريصا
- البترون
- مغارة جعيتا

 لبنان